# Gare de Lunery
La gare de Lunery est une gare ferroviaire française de la ligne de Bourges à Miécaze, située sur le territoire de la commune de Lunery, dans le département du Cher, en région Centre-Val de Loire.
Elle est mise en service en 1861 par la Compagnie du chemin de fer de Paris à Orléans (PO). C'est une halte de la Société nationale des chemins de fer français (SNCF) du réseau TER Centre-Val de Loire. Elle est desservie par des trains express régionaux.

## Situation ferroviaire
Établie à 136 m d'altitude, la gare de Lunery est située au point kilométrique (PK) 246,087 de la ligne de Bourges à Miécaze entre les gares de Saint-Florent-sur-Cher et Châteauneuf-sur-Cher.
Cette gare comporte une voie d'évitement qui permet le croisement des trains.

## Histoire
La station de Lunery est mise en service le 9 décembre 1861 par la Compagnie du chemin de fer de Paris à Orléans (PO), lorsqu'elle ouvre à l'exploitation sa ligne de Bourges à Montluçon
Vers 1900, la gare de Lunery disposait notamment, en plus de son bâtiment voyageurs, d'un château d'eau, d'une halle à marchandises, d'une voie de service, d'un abri sur le quai opposé au bâtiment voyageurs, d'une pompe à eau et d'une fosse sur la voie jouxtant le quai principal
C'est, sans doute, après les années 1950 et l'arrêt de la traction à vapeur que la gare n'a plus de personnel permanent et que son bâtiment principal n'est plus utilisé pour le service des voyageurs. En 2013 c'est une gare, point d'arrêt sans personnel, ouverte au service de l'infrastructure et seul l'ancien bâtiment voyageurs qui comporte un poste à proximité est toujours présent.

## Fréquentation
De 2015 à 2023, selon les estimations de la SNCF, la fréquentation annuelle de la gare s'élève aux nombres indiqués dans le tableau ci-dessous.
| Année     | 2015 | 2016 | 2017 | 2018 | 2019 | 2020 | 2021 | 2022 | 2023 |
| --------- | ---- | ---- | ---- | ---- | ---- | ---- | ---- | ---- | ---- |
| Voyageurs | 783  | 688  | 304  | 324  | 678  | 506  | 177  | 661  | 657  |

## Service des voyageurs

### Accueil
Halte SNCF, c'est un point d'arrêt non géré (PANG) à accès libre.
Un passage à niveau planchéié permet la traversée des voies et le passage d'un quai à l'autre.

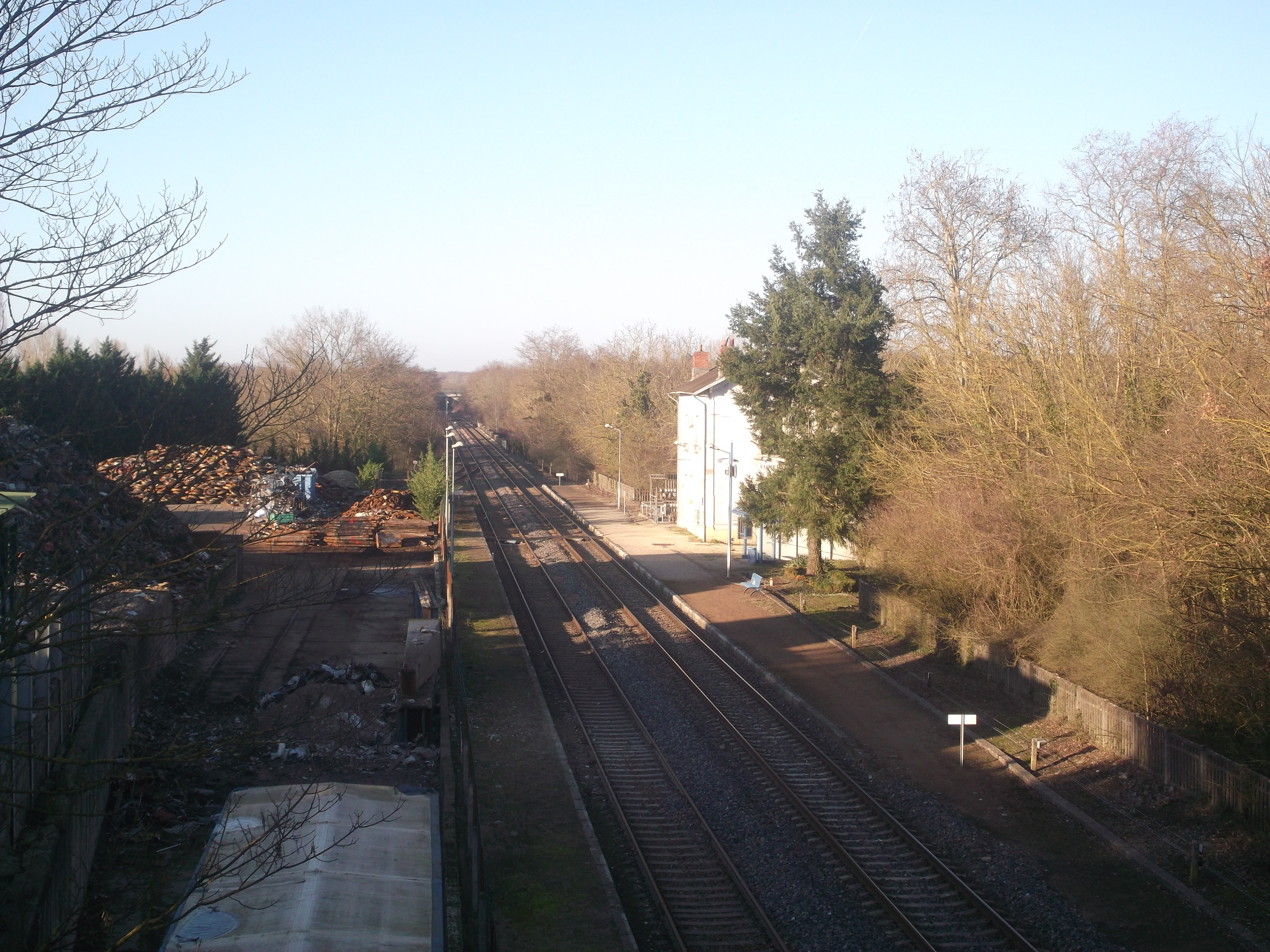
Voies, quais et ancien bâtiment voyageurs

### Desserte
Lunery est desservie par des trains du réseau TER Centre-Val de Loire circulant sur les relations : Montluçon-Ville -  Bourges et Saint-Amand-Montrond - Orval - Bourges.

### Intermodalité
La gare est isolée à environ 400 mètres du centre-bourg. Le stationnement des véhicules est possible au bout du chemin en impasse à côté de l'ancien bâtiment voyageurs. La commune est desservie par des cars TER Centre-Val de Loire en complément de la desserte ferroviaire sur la relation : Saint-Amand-Montrond - Orval - Bourges.